# Mason Ramsey
Mason Ramsey (Golconda, 16 de novembro de 2006) é um cantor country americano. Depois de ganhar fama na Internet a partir de um vídeo viral dele cantando "Lovesick Blues" de Hank Williams em um Walmart, Ramsey foi contratado pela Big Loud Records em 2018.

## Carreira
Em março de 2018, Mason Ramsey, de 11 anos, de Golconda, Illinois, foi pego na câmera cantando "Lovesick Blues" em uma loja Walmart em Harrisburg, Illinois. Dentro de alguns dias, vídeos de sua performance coletivamente arrecadaram mais de 25 milhões de visualizações e ele se tornou uma sensação viral e um meme da internet . O desempenho de Ramsey despertou novo interesse na gravação de 70 anos de Hank Williams e em março a Rolling Stone reportou que o Viral 50 do Spotify para os EUA classificou "Lovesick Blues" de Hank Williams como o número três, e número quatro em volta do mundo.
Como resultado de sua recém-descoberta fama, Ramsey fez uma aparição no Ellen DeGeneres Show. Dizendo que seu sonho era aparecer no Grand Ole Opry um dia, DeGeneres surpreendeu Ramsey dizendo que ele tinha sido reservado para o fim de semana seguinte. Em 13 de abril de 2018, o DJ americano Whethan levou Ramsey ao palco durante seu set no Festival de Música e Artes Coachella Valley em Indio, Califórnia, em 2018. No final de abril, ele assinou um contrato com a gravadora Atlantic Records e com a gravadora Big Loud, de Nashville. Seu single de estreia, "Famous", entrou no número 62 na Billboard Hot 100, enquanto o EP estreou no Top 10 da lista de álbuns Heatseekers da Billboard no número 7. Ramsey interpretou as icônicas canções No.1 no 60º aniversário da Billboard Hot 100 Chart, a partir dos anos 60, ele cantou sucessos como Mariah Carey, Billy Joel, Paul McCartney, Stevie Wonder, Celine Dion, The Monkees, The Jackson 5, Whitney Houston, Beyonce e Adele 